# چیزی تصادفی
چیزی تصادفی (به تامیلی: Yennamo Yedho) و (به انگلیسی: Something random) فیلمی هندی محصول سال ۲۰۱۴ و به کارگردانی راوی تیاگاراجان است. در این فیلم بازیگرانی همچون گاتام کارتیک، راکول پریت سینگ و شاکلا ایفای نقش کرده‌اند.